# خوسيه دونوسو
خوسيه دونوسو (بالإسبانية: José Donoso)‏ بالإنجليزية José Donoso 1924-1996 روائي وقاص تشيلي وأحد أبرز كتّاب جيله، ولد في سانتياغو. لم يكن تلميذاً ناجحاً مع أنه كان ينتمي إلى أسرة أطباء ومحامين ميسورة، ودرس في المدرسة الإنكليزية في سانتياغو، وكان من زملائه كارلوس فونتِس ولويس ألبرتو وهيرمانْز. لم ينهِ الثانوية وعاش تجارب متنوعة في شبابه، إذ عمل راعياً للأغنام وعامل موانئ حتى العشرين من عمره. لم يتوقف منذ ذلك الوقت عن الترحال، وجاب معظم بلاد أمريكا. عاد إلى تشيلي بسبب مرض أصابه، فأنهى دراسته الثانوية ودخل بعدها المعهد التربوي في جامعة تشيلي، حيث درس اللغة الإنكليزية بهدف التخصص بآدابها. حصل على منحة من جامعة برنستون في الولايات المتحدة الأمريكية، مما ساعده على مغادرة تشيلي من جديد. دخل هناك الحياة الأدبية والفنية والموسيقية على نطاق واسع. عند عودته إلى تشيلي عمل مدرساً وشارك في تحرير مجلة «إرثيّا» Ercilla ودوريات أخرى.

## روابط خارجية
- خوسيه دونوسو على موقع IMDb (الإنجليزية)
- خوسيه دونوسو على موقع الموسوعة البريطانية (الإنجليزية)
- خوسيه دونوسو على موقع مونزينجر (الألمانية)
- خوسيه دونوسو على موقع أول موفي (الإنجليزية)
- خوسيه دونوسو على موقع قاعدة بيانات الفيلم (الإنجليزية)
- خوسيه دونوسو على موقع كينوبويسك (الروسية)